# Миронов, Евгений Витальевич
Евге́ний Вита́льевич Миро́нов (род. 29 ноября 1966, Саратов) — советский и российский актёр театра и кино, художественный руководитель Государственного театра Наций с 2006 года; народный артист Российской Федерации (2004), народный артист Чеченской Республики (2012), народный артист Республики Башкортостан (2024), двукратный лауреат Государственной премии Российской Федерации (1995, 2010), четырёхкратный лауреат премии «Золотой орёл» (2004, 2012, 2018, 2023).

## Биография
Отец — Виталий Сергеевич Миронов (1938—2004) — работал водителем. Мать — Тамара Петровна Миронова (род. 1941) — работала продавцом, сборщиком ёлочных украшений на заводе. Сестра Оксана — балерина и преподаватель в созданной ею детской студии, снималась в кино.
Родился 29 ноября 1966 года в Саратове, жил с родителями в посёлке Татищево-5 (ныне Светлый) Саратовской области.
С детства мечтал стать актёром и в школе занимался в драматическом кружке, учился также в музыкальной школе по классу аккордеона. С сестрой Оксаной ставил домашние кукольные спектакли.
После окончания в 1982 году восьми классов поступил в Саратовское театральное училище имени И. А. Слонова, на курс Валентины Александровны Ермаковой.
Первой его учебной ролью в отрывке была роль Ивана (по повести «Иван» Владимира Богомолова).
С успехом окончил училище в 1986 году.

### Театр
По окончании училища был приглашён на работу в Саратовский ТЮЗ, однако решил продолжить обучение актёрскому мастерству в Москве, намереваясь поступить в Школу-студию МХАТ на курс Олега Павловича Табакова и Авангарда Николаевича Леонтьева. Олег Табаков назначил ему двухнедельный испытательный срок, так как его студенты учились уже на втором курсе. За две недели нужно было подготовить отрывок для показа. Помочь в подготовке отрывка согласился Роман Кузнеченко. По окончании испытательного срока Евгения Миронова официально зачислили в школу-студию МХАТ.
В 1990 году окончил школу-студию МХАТ. Получил предложения от трёх театров: Олег Ефремов звал во МХАТ, приглашали и в Театр на Малой Бронной, но актёр принял приглашение Театра-студии под руководством Олега Табакова, где пробыл в труппе до 2006 года, играл в спектаклях: «Страсти по Бумбарашу», «Звёздный час по местному времени», «Ещё Ван Гог» и других.
В МХТ имени Чехова сыграл в спектаклях: «№ 13», «Господа Головлёвы» и «Чайка».
С декабря 2006 года является художественным руководителем Государственного театра наций.
Работал с известными зарубежными режиссёрами, среди которых: Петер Штайн, Деклан Доннеллан, Томас Остермайер, Роберт Уилсон, Робер Лепаж, Алвис Херманис, Эймунтас Някрошюс, Стефан Брауншвейг, Вадим Перельман.

### Кинематограф
В кино Евгений Миронов первую роль сыграл в 1988 году в фильме Александра Кайдановского «Жена керосинщика». После его участия в нескольких лентах («Делай — раз!», «Перед рассветом», «Затерянный в Сибири») молодого актёра заметили.
Широкую известность и признание как зрителей, так и специалистов Миронов получил после исполнения главной роли в фильме режиссёра Валерия Тодоровского «Любовь», удостоенном целого ряда отечественных и зарубежных кинематографических наград, а сам он был признан лучшим актёром 1992 года.
Одной из самых значимых актёрских работ в кино принято считать роль князя Мышкина в многосерийном фильме «Идиот» В.Бортко по роману Ф. Достоевского.

## Общественная деятельность
В 2000 году был среди деятелей культуры, осудивших возвращение к советскому гимну на музыку Александрова.
С 2001 года — член Совета при Президенте Российской Федерации по культуре и искусству.
В 2005—2020 годах — соучредитель и арт-директор Международного фестиваля-школы современного искусства «Территория», с 2020 года — попечитель фестиваля.
Художественный руководитель Фестиваля театров малых городов России с 2007 года.
В 2012 году снялся в ролике «Почему я голосую за Путина» в преддверии президентских выборов.
Инициатор программы развития театрального искусства в регионах Дальнего Востока. В рамках программы в 2021, 2023, 2024 годах во Владивостоке состоялся международный Тихоокеанский театральный фестиваль, Фестиваль театров Дальнего Востока (в 2019 и в 2021—2023 годах прошел в г. Хабаровске, в 2024 году — в Южно-Сахалинске), а также был реализован грант на постановки спектаклей молодых режиссёров.
Арт-директор фестиваля «Горький +», посвящённого писателю Максиму Горькому, который прошёл в Москве в Парке Горького в 2022—2024 годах, а также в Казани и в Нижнем Новгороде в 2023 году.
Соучредитель Благотворительного фонда поддержки деятелей искусства «Артист» (основан в 2008 году).
Соучредитель Благотворительного фонда поддержки детей с ограниченными возможностями «Жизнь в Движении» (основан в 2014 году).
Входит в попечительский совет благотворительного фонда поддержки слепоглухих «Со-единение».
26 февраля 2022 года подписал антивоенное письмо российских деятелей культуры с призывом остановить войну против Украины. В мае 2022 года вместе с секретарём генерального совета партии «Единая Россия» Андреем Турчаком посетил оккупированный российскими войсками Мариуполь и Донецк, тем самым фактически поддержав нападение на Украину, раскритиковав выступавших против войны артистов.
За оправдание войны России против Украины находится под санкциями Совета национальной безопасности и обороны Украины от 18 апреля 2025 года «О применении персональных специальных экономических и других ограничительных мер».

## Личная жизнь
Личную жизнь предпочитает не афишировать, женат не был. В начале 2020 года в СМИ появилась информация, что у Миронова есть сын Пётр.

## Творчество

### Роли в театре
Саратовский театр драмы
- «Полёт над гнездом кукушки» К. Кизи (дипломный спектакль)

Школа-студия МХАТ
- 1989 — «Предложение» (дипломный спектакль)

«Табакерка»
- «Ревизор» Н. В. Гоголя (режиссёр Сергей Газаров) — квартальный
- «Прищучил»(режиссёр Олег Табаков) — парень
- 1987 — «Билокси Блюз» (режиссёр Олег Табаков) — Юджин Джером
- 1988 — «Матросская тишина» (режиссёр Олег Табаков) — Давид Шварц
- 1990 — «Обыкновенная история» И. А. Гончарова (режиссёр Олег Табаков) — Александр Адуев
- 1992 — «Миф о Дон Жуане» (режиссёр А. Марин) — Франциск
- 1992 — «Звёздный час по местному времени» (режиссёр Владимир Машков) — Коля
- 1993 — «Страсти по Бумбарашу» (режиссёр Владимир Машков) — Бумбараш[5][17]
- 1996 — «Анекдоты» (режиссёр В. Фокин) — Лебезятников / Хомутов
- 1998 — «Ещё Ван Гог…» (режиссёр В. Фокин) — Саша

Международная конфедерация театральных союзов
- 1994 — «Орестея», по трилогии Эсхила (режиссёр Петер Штайн) — Орест[18]
- 1998 — «Гамлет» (режиссёр Петер Штайн) — Гамлет[19][20]

Московский театр «Современник»
- 1995 — «Карамазовы и ад» // sovremennik.ru (постановка В. Фокина) — Иван Карамазов

Агентство «БОГИС»
- 1996 — «Последняя ночь последнего царя» (постановка В. Фокина) — Фёдор Лукьянов

МХТ имени А. П. Чехова
- «Ундина» (постановка Н. Скорика) — камергер
- «Чайка» (постановка О. Ефремова) — Треплев
- 2001 — «№ 13» Рея Куни (постановка Владимира Машкова) — Джордж Пигден[21]
- 2005 — «Господа Головлёвы» М. Е. Салтыкова-Щедрина (постановка Кирилла Серебренникова) — Порфирий Головлёв[22]

Проект театра Доннеллана «Cheek by jowl» и Московского международного театрального фестиваля имени А. П. Чехова
- 2000 — «Борис Годунов» (постановка Д. Донеллана) — Самозванец

Фонд Станиславского
- 2003 — «Вишнёвый сад» (режиссёр Э. Някрошюс) — Лопахин[23][24]

Театральная компания Е. Миронова
- 2006 — «Фигаро. События одного дня», по пьесе Бомарше (режиссёр К. Серебренников)[25] — Фигаро

Спектакли-концерты
- 2013 — спектакль-концерт «Петр Чайковский и Надежда фон Мекк. Роман в письмах» (режиссёр Марина Брусникина)
- 2015 — концерт «Посвящение» по пьесе Хайнера Мюллера «Волоколамское шоссе» (режиссёр Марина Брусникина)
- 2018 — спектакль-концерт «Ван Гог. Письма в брату» (режиссёр Марина Брусникина)
- 2019 — спектакль-концерт «Евгений Онегин. Лирические отступления» (режиссёр (Марина Брусникина)
- 2021 — спектакль «Русский крест» по поэме Н.Мельникова (режиссёр (Марина Брусникина)
- 2021 — спектакль-концерт У. Шекспир — Д. Шостакович — «Гамлет» (режиссёр Марина Брусникина)
- 2023 — спектакль-концерт «Рождение человека» по рассказам М.Горького (режиссёр Марина Брусникина)

Театр наций
- 2008 — «Рассказы Шукшина» (режиссёр Алвис Херманис) — 10 ролей
- 2011 — «Калигула» (режиссёр Эймунтас Някрошюс) — Калигула
- 2011 — «Фрёкен Жюли» (режиссёр Томас Остермайер) — Жан
- 2013 — «Гамлет|Коллаж» (режиссёр Робер Лепаж) — все роли
- 2015 — «Сказки Пушкина» (режиссёр Роберт Уилсон) — рассказчик
- 2016 — «Иванов» (режиссёр Тимофей Кулябин) — Николай Иванов
- 2019 — «Иранская конференция» (режиссёр Виктор Рыжаков) — отец Августин
- 2019 — «Дядя Ваня» (режиссёр Стефан Брауншвейг) — дядя Ваня
- 2020 — «Горбачёв» (режиссёр Алвис Херманис) — Михаил Горбачёв
- 2021 — «Ходжа Насреддин» (режиссёр Тимур Бекмамбетов) — озвучание: Ишак
- 2021 — «Мастер и Маргарита» (режиссёр Робер Лепаж) — Мастер
- 2022 — «Кто боится Вирджинии Вулф?» (режиссёр Даниил Чащин) — Джордж

Мариинский театр
- 2016 — «Петя и Волк» (симфоническая сказка для чтеца и оркестра) — чтец

## Фильмография

### Актёрские работы
- 1988 — Жена керосинщика — любовник жены керосинщика
- 1989 — Перед рассветом — лейтенант
- 1989 — Зверь ликующий (к/м) — Немовецкий
- 1989 — Делай — раз! — Алексей Гаврилов, рядовой
- 1990 — Женщины, которым повезло — калека на базаре
- 1991 — Затерянный в Сибири — Володя Миронов
- 1991 — Любовь — Саша
- 1991 — Карпатское золото[укр.] — Жора Чупин
- 1992 — Как живёте, караси? — Никита
- 1992 — Анкор, ещё анкор! — Владимир Полетаев, лейтенант
- 1993 — Последняя суббота — Саша
- 1994 — Лимита — Миша Вулах
- 1994 — Утомлённые солнцем — Коля, лейтенант-танкист
- 1995 — Мусульманин — Николай Иванов
- 1995 — Трамвай в Москве (к/м) — Андрей
- 1996 — Ревизор — Хлестаков
- 1996 — Двадцать минут с ангелом — Хомутов
- 1997 — Змеиный источник — Андрон Анатольевич, секретарь директора школы
- 1999 — Мама — Павлик
- 1999 — Пришельцам новым (биографический фильм об Олеге Борисове) — читает текст
- 2000 — Дневник его жены — Леонид Гуров, писатель
- 2001 — В августе 44-го… — Алёхин, капитан
- 2002 — Дом дураков — офицер
- 2002 — Игра в модерн — Елец, ротмистр
- 2002 — Превращение — Грегор Замза
- 2003 — Идиот (сериал) — князь Мышкин
- 2003 — Есть идея… — Антон
- 2003 — Вечерний звон — режиссёр
- 2004 — На Верхней Масловке — Петя
- 2005 — Побег — Евгений Ветров, нейрохирург
- 2005 — Космос как предчувствие — Виктор Коньков, «Конёк»
- 2005 — В круге первом — Глеб Нержин
- 2006 — Охота на пиранью — Прохор Петрович
- 2007 — По этапу — Андрей, охранник лагеря
- 2008 — Апостол — Пётр Истомин / Павел Истомин
- 2010 — Москва, я люблю тебя! (новелла «Скрипач») — наёмный убийца
- 2010 — Утомлённые солнцем 2: Предстояние — старший лейтенант Изюмов, начальник укрепрайона
- 2011 — Достоевский (сериал) — Фёдор Михайлович Достоевский
- 2011 — Охотники за бриллиантами — Борис Буреце
- 2013 — Пепел — Сенька Пепел, вор
- 2014 — Вычислитель — Эрвин
- 2015 — Синдром Петрушки — Петя, актёр-кукольник
- 2015 — Норвег — Евгений Кириллов
- 2016 — Фонограф (к/м) — Пётр Ильич Чайковский
- 2017 — Время первых — Алексей Леонов
- 2017 — Матильда — Иван Карлович, директор Императорских театров
- 2017 — Демон революции — Владимир Ленин
- 2017 — Карп отмороженный — Олег
- 2018 — ВМаяковский — Яков Агранов
- 2019 — Коронация — Иван Карлович, директор Императорских театров
- 2020 — Вратарь Галактики — Бело
- 2020 — Муза (к/м)
- 2021 — Пробуждение — Павел Юрьевич Фролов, старший оперуполномоченный полиции
- 2021 — Может быть, когда-нибудь (к/м)
- 2022 — Сердце Пармы — креститель Иона
- 2022 — Жанна — Виталий
- 2023 — Нюрнберг — Мигачёв
- 2024 — Северный полюс — Морозов
- 2025 — Арсеньев — Владимир Клавдиевич Арсеньев

### Продюсер
- 2015 — No comment
- 2017 — Время первых
- 2018 — Кровь
- 2022 — Жанна

### Озвучивание
- 1991 — Ближний круг — Иван Саньшин (роль Тома Халса)
- 2004 — Щелкунчик — Щелкунчик / Принц
- 2005 — Алхимик, Пауло Коэльо, аудиокнига, издательство: СОЮЗ
- 2006 — Мне не больно — Миша (роль Александра Яценко)
- 2007 — Сказки старого пианино (фильмы «Людвиг ван Бетховен» и «Антонио Вивальди»)
- 2010 — Белка и Стрелка. Звёздные собаки — крыс Веня
- 2014 — Белка и Стрелка: Лунные приключения — крыс Веня
- 2014 — Солнечный удар — поручик (роль Мартиньша Калиты)
- 2020 — Белка и Стрелка. Карибская тайна — крыс Веня

### Документальные фильмы
- «Евгений Миронов. „Фамилия обязывает“» («Первый канал», 2011)[26]
- «Евгений Миронов. „Один в лодке“» («ТВ Центр», 2015)[27]
- «Евгений Миронов. „Жизнь в будущем времени“» («Первый канал», 2016)[28]

## Награды
Государственные награды
- Государственная премия Российской Федерации (1996) — за роль Ивана Карамазова в спектакле театра «Современник» «Карамазовы и ад».
- Заслуженный артист Российской Федерации (2 мая 1996) — за заслуги в области искусства[29].
- Народный артист Российской Федерации (10 марта 2004) — за большие заслуги в области искусства[1].
- Государственная премия Российской Федерации (2011) — за вклад в развитие отечественного театрального и киноискусства[30].
- орден Почёта (26 ноября 2011) — за большой вклад в развитие отечественного театрального и кинематографического искусства, активную общественную деятельность[31].
- орден «За заслуги перед Отечеством» IV степени (26 декабря 2016) — за заслуги в развитии отечественной культуры и искусства, многолетнюю плодотворную деятельность[32].

Кинопремия «Ника»
- 1995 — Лучшая мужская роль — «Лимита» (награда).
- 1996 — Лучшая мужская роль — «Мусульманин» (номинация).
- 2002 — Лучшая мужская роль — «В августе 44-го…» (номинация).
- 2006 — Лучшая мужская роль — «Космос как предчувствие» (награда).
- 2011 — Лучшая мужская роль второго плана — «Утомлённые солнцем 2: Предстояние» (награда).

Кинопремия «Золотой орёл»
- 2004 — Лучшая мужская роль — телевизионный фильм «Идиот» (награда).
- 2006 — Лучшая мужская роль в кино — «Космос как предчувствие» (номинация).
- 2007 — Лучшая мужская роль на телевидении — «В круге первом» (номинация).
- 2012 — Лучшая мужская роль на телевидении — «Достоевский» (награда).
- 2018 — Лучший игровой фильм — как продюсер фильма «Время первых» (номинация).
- 2018 — Лучшая мужская роль в кино — «Время первых» (награда).
- 2018 — Лучшая мужская роль второго плана — фильм «Карп отмороженный» (номинация).
- 2023 — Лучшая мужская роль второго плана в кино — «Сердце Пармы» (награда).

Телевизионная премия «ТЭФИ»
- Телевизионная премия «ТЭФИ» (номинация «Исполнитель мужской роли в телевизионном фильме/сериале», 2003) — за роль князя Мышкина в телевизионном фильме «Идиот».
- Телевизионная премия «ТЭФИ» (номинант в категории «Исполнитель мужской роли в телевизионном фильме/сериале», 2008) — за роль братьев Павла и Петра Истоминых в телевизионном фильме «Апостол».

Театральная премия «Золотая маска»
- Театральная премия «Золотая маска» (2007) — за роль Порфирия Головлёва в спектакле МХТ им. А. П. Чехова «Господа Головлёвы»[33].
- Театральная премия «Золотая маска» (2010) — за роль в спектакле Театра наций «Рассказы Шукшина»[34].
- Театральная премия «Золотая маска» (2012) — за роль в спектакле «Калигула»[35].

Театральная премия «Хрустальная Турандот»
- Театральная премия «Хрустальная Турандот» (2001) — за роль Джорджа Пигдена в спектакле МХТ им. А. П. Чехова «№ 13».
- Театральная премия «Хрустальная Турандот» (2006) — за роль Порфирия Головлёва в спектакле МХТ им. А. П. Чехова «Господа Головлёвы».
- Театральная премия «Хрустальная Турандот» (2009) — за роли в спектакле Театра наций «Рассказы Шукшина».
- Театральная премия «Хрустальная Турандот» (2014) — за роли в спектакле Театра наций «Гамлет. Коллаж».

Признание и награды
- Премия «Кинотавра» (номинация «Лучшая мужская роль», 1992) — за роль Саши в фильме «Любовь».
- Призёр Международного фестиваля актёров кино «Созвездие» (номинация «Лучшая мужская роль», 1992) — за роль Саши в фильме «Любовь».
- Гран-при Международного кинофестиваля в Женеве (1992) — за роль Саши в фильме «Любовь».
- Призёр кинокритики и Орден духовного управления мусульман России в номинации «Лучший актёр года» (1995) — за роль рядового Николая в фильме «Мусульманин».
- Призёр Международного фестиваля актёров кино «Созвездие» в номинации «Лучшая эпизодическая роль» (1995) — за роль лейтенанта-танкиста в фильме «Утомлённые солнцем».
- Международная театральная премия Станиславского (номинация «Лучшая мужская роль сезона», 1996) — за роль Фёдора Лукьянова в спектакле «Последняя ночь последнего царя».
- Международный телекинофорум «Вместе» (Приз «Лучший актёр», 2001) — за роль в фильме «В августе 44-го…»[36]
- Международная телевизионная премия в Монте-Карло «Золотая Нимфа» (2004) — за роль князя Мышкина в номинации «Лучшая мужская роль в драме» в телевизионном фильме «Идиот».
- Премия Александра Солженицына (2004) — за проникновенное воплощение образа князя Мышкина на экране, дающее новый импульс постижению христианских ценностей русской литературной классики.
- Национальная премия «Россиянин года» (номинация «Звезда России», 2006)[37].
- Премия ФСБ России (номинация «Актёрская работа», 2006) — за роль офицера контрразведки «Смерш» капитана Алёхина в художественном фильме «В августе 44-го…».
- MTV Russia Movie Awards (номинация «Лучший злодей», 2007) — за роль Прохора в фильме «Охота на пиранью».
- Зрительская премия «Живой театр» (номинация «Лучшая мужская роль», 2009) — спектакль Театра наций «Рассказы Шукшина».
- Премия «Звезда Театрала» (2011)[38].
- Премия имени Андрея Миронова «Фигаро» (2011)[39].
- Народный артист Чеченской Республики (3 сентября 2012) — за большой вклад в развитие культурных связей между народами, творческую деятельность, получившую широкую известность[40]
- Лауреат Премии «Импульс добра» (2015) — «за личный вклад в развитие социального предпринимательства в сфере культуры»[41].
- Лауреат Премии им. Чарли Чаплина (2020).
- Лауреат Премии Олега Янковского (2021) — за роль в спектакле «Горбачев» Театра Наций.
- Народный артист Республики Башкортостан (4 июня 2024)[42].
- Премия «Верю. Константин Станиславский» (2024, Московский международный кинофестиваль)[43].